# ピエール・シャンボン
ピエール・シャンボン（Pierre Chambon フランス語発音: [pjɛʁ ʃɑ̃bɔ̃]、1931年2月7日  - ）はフランス、ストラスブールのInstitute for Genetics and Cellular and Molecular Biologyの所長である。核内受容体（細胞核にあるステロイドホルモンなどの受容体）を発見し、その構造を明らかにし、どのように生理学に寄与するかを示したことで知られる。

## 来歴
ミュルーズ出身。ストラスブール大学で医学を学び、1958 年にMDを取得。長くストラスブール大学遺伝生物学研究所長を務め、1993年から2003年までコレージュ・ド・フランスで分子遺伝学の教授を務めた。またセルのエディターも務めた。フランス科学アカデミーの会員。

## 主な受賞歴
- 1982年 - リチャード・ラウンズベリー賞
- 1987年 - ハーヴェイ賞、レオポルド・グリフエル賞
- 1988年 - キング・ファイサル国際賞科学部門、ウェルチ化学賞
- 1991年 - ルイ＝ジャンテ医学賞
- 1999年 - ルイザ・グロス・ホロウィッツ賞
- 2003年 - 発生生物学マーチ・オブ・ダイムズ賞
- 2011年 - フレッド・コンラッド・コッホ賞
- 2004年 - アルバート・ラスカー基礎医学研究賞
- 2006年 - トムソン・ロイター引用栄誉賞
- 2010年 - ガードナー国際賞
- 2018年 - ルイザ・グロス・ホロウィッツ賞（2回目）